# Frédéric Diefenthal

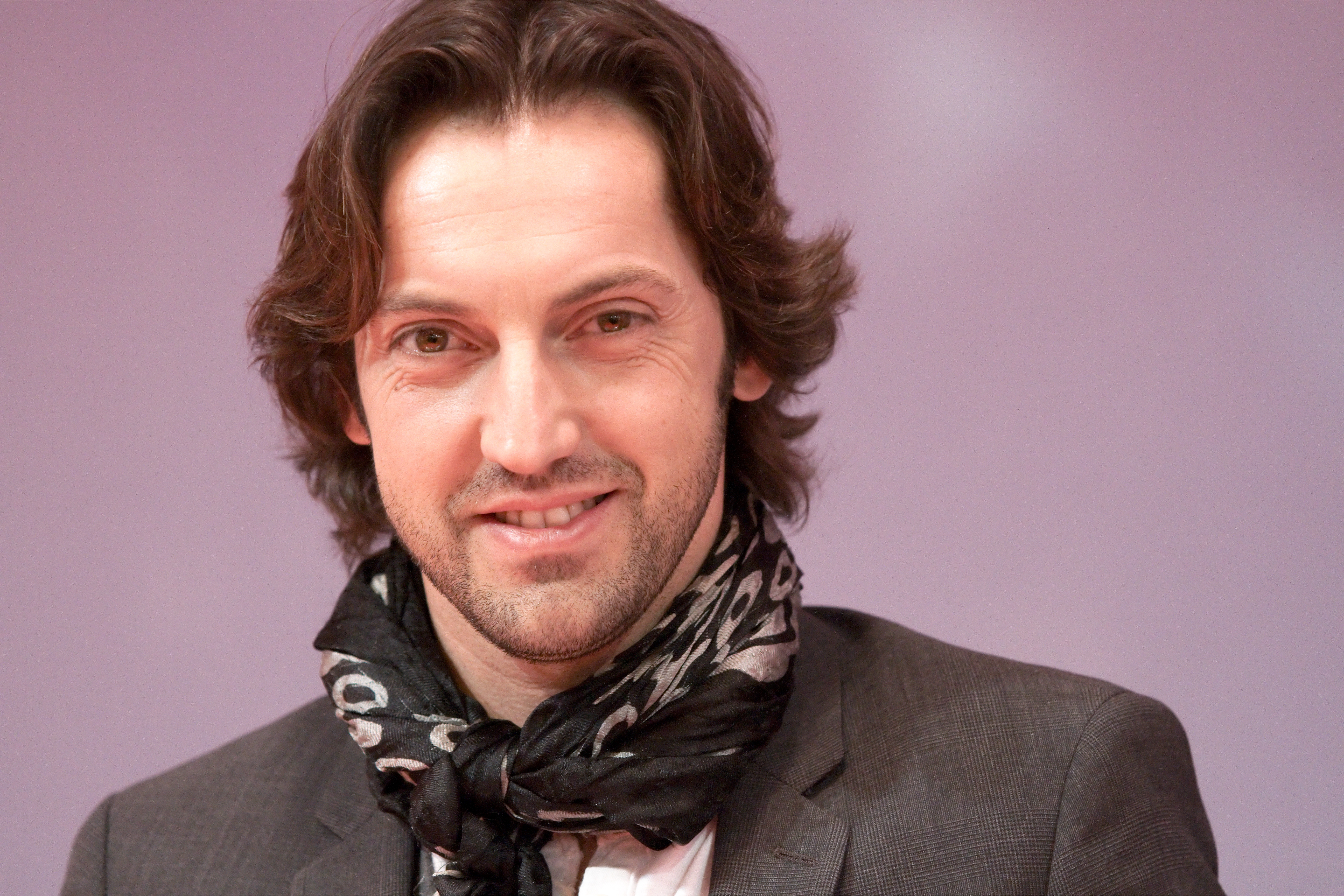
Frédéric Diefenthal bei einer Pressekonferenz im März 2010

Frédéric Diefenthal (* 26. Juli 1968 in Saint-Mandé, Val-de-Marne) ist ein französischer Schauspieler, der vor allem durch Filme wie Taxi 1 bis 4 bekannt wurde.
Im Alter von 15 Jahren ging Frédéric von der Schule ab, danach jobbte er als Kellner und machte eine Friseurlehre, bevor er durch Zufall einen Freund zu einem Theater-Workshop begleitete und die Leidenschaft für die Schauspielerei entdeckte. In Paris absolvierte er eine Schauspielausbildung, danach drehte er fürs Fernsehen und wurde bekannt durch die Krimiserie Le Juge Est Une Femme (1993), in der er die männliche Hauptrolle bekam und landesweit bekannt wurde.
Im Kino war Frédéric unter anderem in Claude Zidis La Totale! (1991) und Malik Chibanes Douce France (1995) zu sehen. Im Jahr 2000 war er in dem Serienmörder-Thriller Six Pack (Regie: Alain Berberian) an der Seite von Richard Anconina zu sehen.
Im Sommer 2000 drehte er an der Seite von Sophie Marceau und Michel Serrault die romantische Spuk-Geschichte Belphégor (Regie: Jean-Paul Salomé).

## Filme und Serien
- 1991: Der Joker und der Jackpot (La Totale !)
- 1993: Verrückt – Nach Liebe (Les gens normaux n’ont rien d’exceptionnel)
- 1998: Taxi
- 2000: Six-Pack – Jäger des Schlächters (Six-Pack)
- 2000: Taxi Taxi (Taxi 2)
- 2001: Belphégor (Belphégor, le fantôme du Louvre)
- 2001: Die starken Seelen (Les âmes fortes)
- 2002: Eine ganz private Affäre (Une affaire privée)
- 2003: Taxi 3
- 2003: Dédales – Würfel um dein Leben (Dédales)
- 2005: Avant qu’il ne soit trop tard
- 2005: Clara Sheller – Verliebt in Paris (Clara Sheller)
- 2006: David Nolande
- 2007: Taxi 4
- 2017: Der Wald (Kurzserie, 6 Folgen)
- 2018: Kommissar Caïn (Caïn, Fernsehserie, 1 Folge)
- 2019–2020: Demain nous appartient (Fernsehserie, 223 Folgen)